# Li Ta-csao
Li Ta-csao (Li Dazhao) (tradicionális kínai: 李大釗, egyszerűsített kínai: 李大钊, pinjin: Lǐ Dàzhāo, magyaros: Li Ta-csao, 1889. október 29. – 1927. április 28.) kínai értelmiségi, a Kínai Kommunista Párt egyik alapítója, és annak egyik leginkább tisztelt tagja volt. Mao Ce-tung politikai mentorának is tekinthető, ugyanis nagy befolyást gyakorolt a férfira. 1927-ben a pekingi szovjet kolónia elleni razzia során elfogták, majd 38 éves korában Csang Co-lin (Zhang Zuolin) hadúr parancsára kivégezték.

## Élete
Li Hopej (Hebei) tartományban született, paraszti család gyermekeként. 1913 és 1917 között Japánban tanult politikai gazdaságtant a Vaszeda Egyetemen, és 1918-ban tért vissza Kínába. Itt a Pekingi Egyetem könyvtárának lett a vezetője, és az első olyan kínai értelmiségi volt, aki támogatta a bolsevikokat Oroszországban. Ezen kívül cikkeket publikált Csen Tu-hsziu (Chen Duxiu) Új Ifjúság című folyóiratába is, ahol sok olvasóra tett nagy hatást. Mao Ce-tung (Mao Zedong) ebben az időben a könyvtár alkalmazottja volt, és Li volt az, aki elsőként tett nagy hatást Maóra.
Li kezdetben nacionalista volt, és hitt abban, hogy a parasztságnak nagy szerepe lesz Kína jövőjének alakításában. Gondolkodásában kezdetben a Kínában ekkortájt divatos anarchizmus játszott vezető szerepet, azonban az 1919-es május negyedike mozgalom kiábrándította, és fokozatosan a marxizmus felé fordult. Későbbi éveiben megpróbálta a nacionalizmust és a kommunizmust vegyíteni.
Csen Tu-hsziu (Chen Duxiu)val közösen egyike volt a Kínai Kommunista Párt alapítóinak, azonban annak 1921. júliusi I. kongresszusán egyikük sem vett részt. A párt hamarosan jó viszont alakított ki a Kominternnel, és az ő akaratuk szerint mindketten beléptek Szun Jat-szen (Sun Yat-sen) Kuomintangjába. Lit 1924-ben a párt Központi Végrehajtó Bizottságának tagjává választották.
1927. április 6-án Csang Co-lin (Zhang Zuolin) mandzsúriai hadúr emberei a pekingi orosz kolónián razziát tartottak. Ennek során dokumentumokat foglaltak le, amelyek bizonyították, hogy Moszkva felforgató kampányba kezdett Kínában, hogy megdöntse a kormányt, és kommunista rendszert állítson fel helyette, valamint elfogták Lit is, hatvan társával együtt. Őt magát nem sokkal később, április 28-án megfojtották Csang (Zhang) parancsára.

## Fordítás
- Ez a szócikk részben vagy egészben  a   Li Dazhao című angol Wikipédia-szócikk ezen változatának fordításán alapul.  Az eredeti cikk szerkesztőit annak laptörténete sorolja fel. Ez a jelzés csupán a megfogalmazás eredetét és a szerzői jogokat jelzi, nem szolgál a cikkben szereplő információk forrásmegjelöléseként.